# Demokratischer Rat Syriens
Der Demokratische Rat Syriens (kurdisch Meclîsa Sûriya Demokratîk, arabisch مجلس سوريا الديمقراطية, reichsaramäisch ܡܘܬܒܐ ܕܣܘܪܝܐ ܕܝܡܩܪܛܝܬܐ Mawtbo d'Suriya Demoqraṭoyto, englisch Syrian Democratic Council; abgekürzt SDC) ist eine politische Dachorganisation in Rojava, der Autonomen Administration von Nord- und Ostsyrien. Im April 2017 umfasste die ständige Bevölkerung in dem vom SDC regierten Gebiet 3 Millionen Personen. Dazu wurden 500.000 Flüchtlinge aufgenommen.

## Geschichte
Der Demokratische Rat Syriens wurde am 10. Dezember 2015 in al-Malikiya als der politische Arm der militärischen Dachorganisation Demokratische Kräfte Syriens (SDF) gegründet und gewählt. Beide Dach-Organisationen sind vor dem Hintergrund der de facto autonomen Region Rojava entstanden und nach eigenen Angaben dem selbstgesetzten Ziel eines säkularen, demokratischen und föderal gegliederten Syrien verpflichtet. Co-Vorsitzender war bei Gründung der prominente Menschenrechtler Haytham Manna.
In der „Allgemeinen Bundesversammlung“ sowie im „Bundes-Exekutivrat“ der Dachorganisation sind unter anderem die Demokratische Gesellschaft Syriens von Ahmed Dscharba, die Assyrische Einheitspartei, die kurdische Partei der Demokratischen Union, die Demokratische Partei Kurdistan-Syrien, eine Abspaltung der Baath-Partei von Ibrahim Machus sowie Abgeordnete der Jesiden vertreten.
Im März 2016 wurde der Demokratische Rat Syriens zu den Internationalen Syrien-Verhandlungen in Genf eingeladen. Er lehnte jedoch ab, da Vertreter von Rojava nicht zu den Verhandlungen eingeladen wurden.
Im Juli 2018 wurden auf der Konferenz des Demokratischen Rates Riyad Dirar und Amina Omar zu Co-Vorsitzenden gewählt. Laut Dirar begannen nach geheimen informellen Treffen mit Vertretern der syrischen Regierung im Juli 2018 Sondierungsgespräche mit der Regierung Assad zu administrativen und militärischen Themen. Der Demokratische Rat Syriens strebe bei den Verhandlungen eine formelle Autonomie an, lehne aber eine Unabhängigkeit ab.